# Ad-Dahhak Faukani
Ad-Dahhak Faukani (arab. الضحاك فوقاني) – wieś w Syrii, w muhafazie Aleppo, w dystrykcie Afrin. W 2004 roku liczyła 85 mieszkańców.